# 仁木車站
仁木車站（日语：／ Niki eki */?）是一由北海道旅客鐵道（JR北海道）所經營的鐵路車站，位於日本北海道余市郡仁木町，是JR北海道函館本線沿線車站之一。仁木屬於JR北海道本社（札幌總部）的直轄範圍，是一個由余市車站代管，並委託車站前的商店代為發售車票的簡易委託車站。

## 構造
側式月台1面1線的地面車站。此站一度設有對向式月台2面2線。設有混凝土制的站舍。

## 相鄰車站
北海道旅客鐵道（JR北海道）
■函館本線
快速「Niseko Liner」、普通
然別（S20）－仁木（S19）－余市（S18）